# Tronari, Buzău
Tronari este un sat în comuna Viperești din județul Buzău, Muntenia, România. Se află în Subcarpații de Curbură, pe valea Buzăului.

## Biserica „Sfinții Arhangheli Mihail și Gavriil”
Biserica „Sfinții Arhangheli Mihail și Gavriil” din sat este un lăcaș de cult ortodox construit între anii 1989 și 1990, cu sprijinul locuitorilor din sat și al preoților din Protopopiatul Pătârlagele. A fost resfințită pe 18 iunie 2017, într-o ceremonie oficiată de Înaltpreasfințitul Părinte Ciprian, Arhiepiscopul Buzăului și Vrancei. Biserica a fost ridicată prin eforturile colective ale locuitorilor din Tronari și cu contribuția preoților din zonă.
La două decenii de la construcție, la inițiativa parohului actual și cu sprijinul enoriașilor și al Primăriei Viperești, s-au efectuat lucrări de restaurare: refacerea picturii interioare, dotarea locașului cu mobilier nou, refacerea Sfintei Mese din marmură. La slujba de târnosire și Sfânta Liturghie au participat un sobor de preoți și diaconi. Cu ocazia resfințirii, părintele Florin Antimir a fost hirotesit iconom, iar primarul comunei Viperești, Romi Dedu, a primit un Hrisov de binecuvântare și o icoană a Sfinților Arhangheli Mihail și Gavriil, în semn de apreciere pentru sprijinul acordat comunității și bisericii.